# Elettrotreno FFS RABe 524
L'elettrotreno RABe 524 delle Ferrovie Federali Svizzere è un elettrotreno per il servizio regionale costruito dalla Stadler Rail e appartenente alla famiglia FLIRT.
Si tratta di una serie di elettrotreni bitensione in parte a quattro (001-019 / 201÷204) e in parte a sei (101÷117 / 3xx) casse, progettati per l'esercizio sulla rete celere del Canton Ticino, espletato da TiLo (001÷019 / 101÷117 / 3xx) e da Trenord (201÷204), che si estende anche in territorio italiano su alcune linee gestite da RFI e Ferrovienord.
Inizialmente classificati in Italia come ETR 150, tale sigla mutò in ETR 524 in occasione dell'applicazione della marcatura unificata a 12 cifre.

## Storia

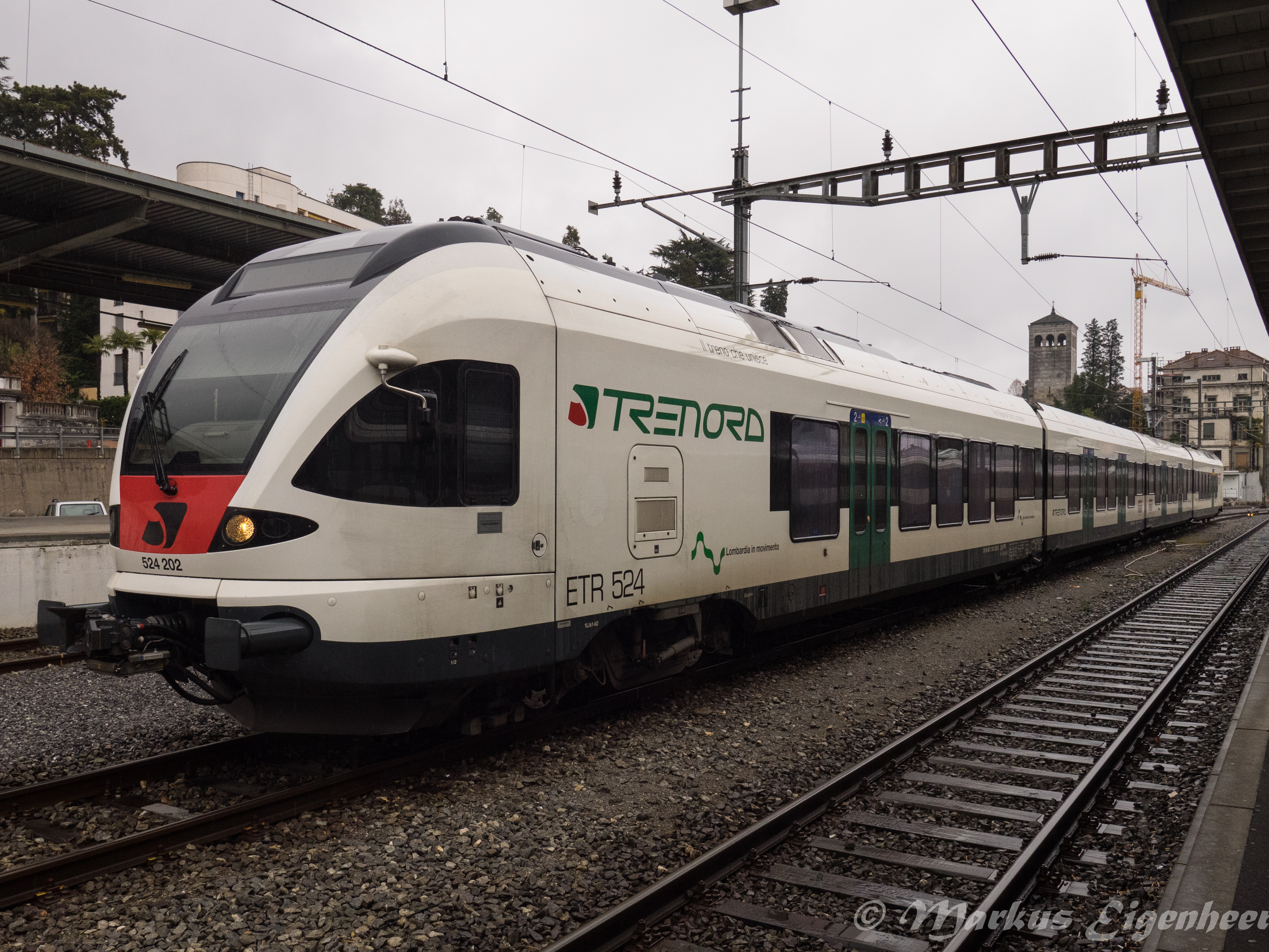
Elettrotreno a quattro casse RABe 524 202 con loghi "Trenord" e "Lombardia in movimento", con le porte verdi invece che rosse e senza le strisce rosse laterali nella parte superiore

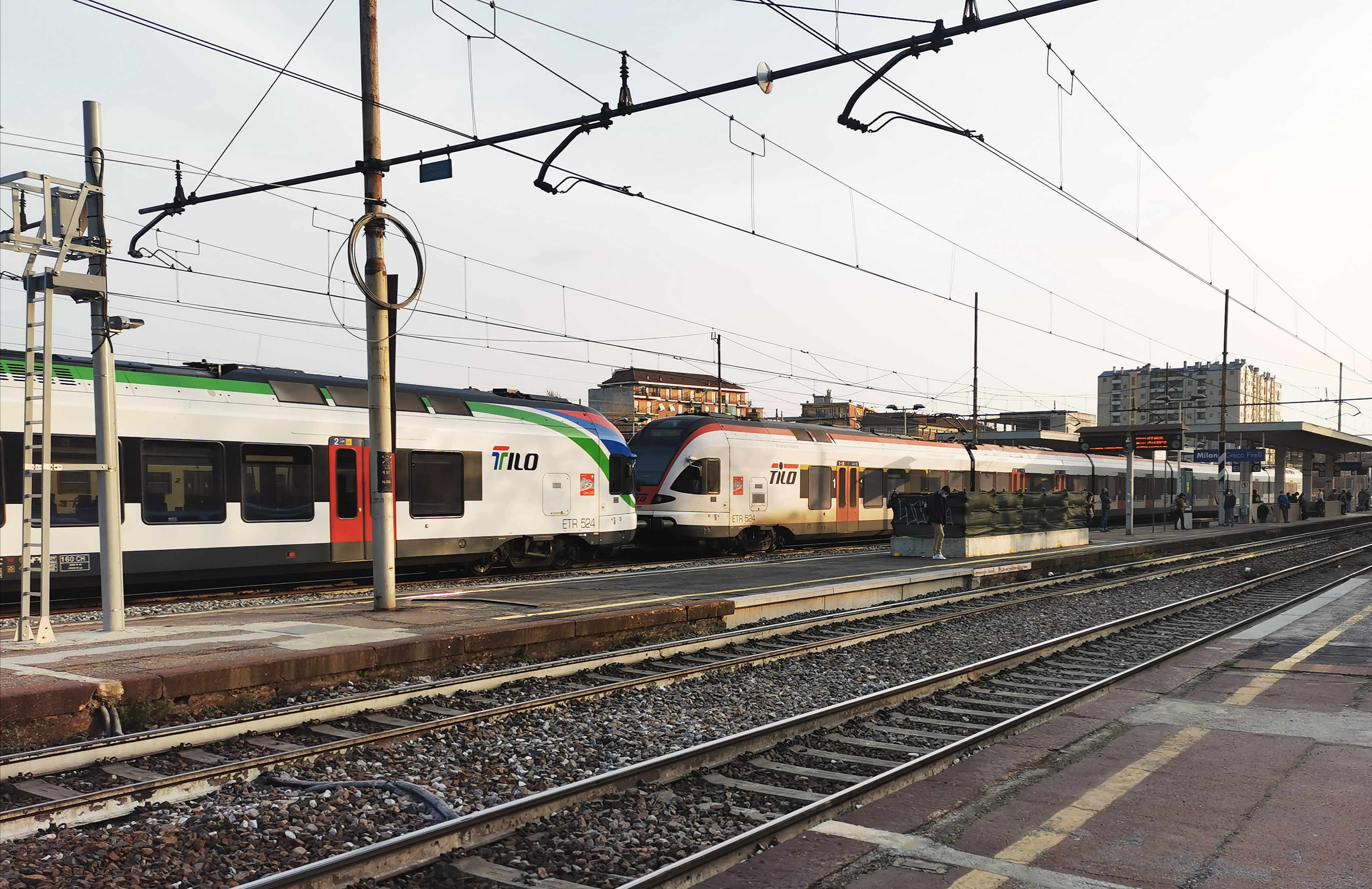
Convoglio di due treni RABe 524 abbinati in sosta nella stazione di Greco Pirelli. Il treno di sinistra è nella livrea in uso dal 2019.

Il primo treno (RABe 524 001) fu consegnato nel giugno del 2006, e subito iniziò una serie di prove sulla rete delle Ferrovie Federali Svizzere, intorno a Chiasso. Nel luglio successivo effettuò prove sulla rete Ferrovienord, e successivamente a Firenze per Rete Ferroviaria Italiana.
Il secondo treno fu consegnato nell'aprile 2007, e iniziò l'esercizio regolare sulla linea S10 della rete celere ticinese. Dal giugno successivo i treni entrarono in servizio anche sulla linea S30.
A partire dal 12 dicembre 2010 entrarono in servizio le prime 11 unità (101÷111) a sei casse.
Dal dicembre 2010 al 14 luglio 2014 tre RABe 524 (a quattro casse) prestarono inoltre servizio sulla linea Ginevra-La Plaine, elettrificata a 1500 V cc. Allo scopo vennero disattivate e piombate le attrezzature del SCMT ed installate quelle per il sistema francese BRS/Crocodile.
Nel 2014 sono stati consegnati 6 esemplari a sei casse per TiLo (112÷117) e 4 esemplari a 4 casse per Trenord (201÷204).
Sono stati inoltre ordinati 14 esemplari TiLo a sei casse per gli anni 2019-2021 (3xx) (5 da FFS e 9 da FNM).

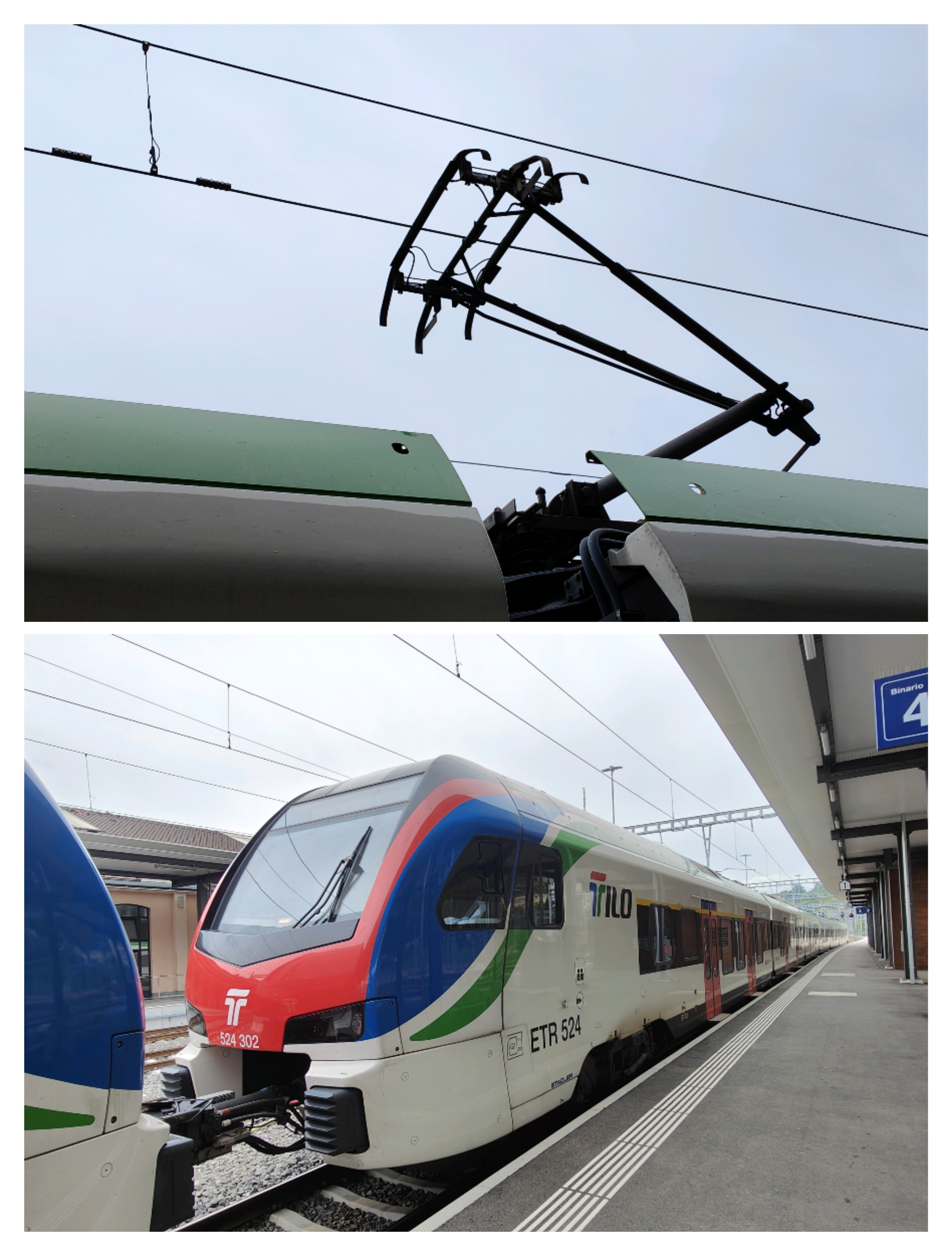
ETR 524 serie 3 (302-306) con il pantografo per la rete 15kVc.a.16⅔Hz. a Chiasso

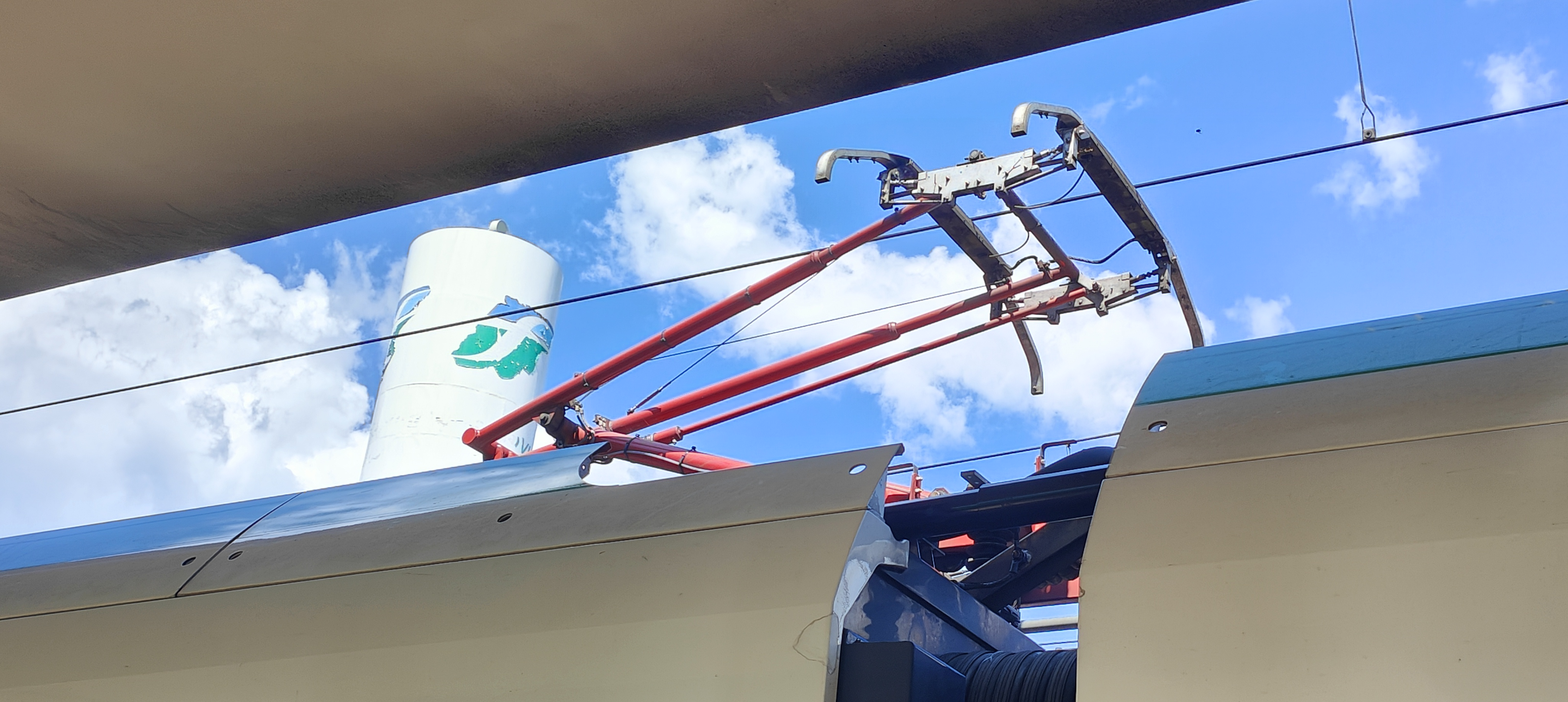
Treno Tilo serie 3 con il pantografo a 3kVc.c. a Como

## Classificazione
Gli elettrotreni sono stati immatricolati con doppia classificazione per le reti ferroviarie svizzera e italiana.
Secondo la classificazione svizzera gli elettrotreni sono contraddistinti dalla sigla RABe 524 seguita da un numero progressivo a tre cifre, così che il primo treno è classificato RABe 524 001 con i singoli elementi identificati nell'ordine con le lettere A, D, C e B.
La classificazione italiana, diversamente dalla svizzera rimasta sempre immutata, ha avuto una storia più articolata che prevedeva inizialmente l'identificazione dei singoli elementi come ALe 151, Le 152, Le 153 e ALe 154, che però non fu adottata venendo sostituita all'atto dell'omologazione con la sigla ETR 150 per l'intero elettrotreno, mentre ognuna delle quattro casse porta un numero progressivo crescente, così che il primo treno è composto dagli elementi ETR 151.001, ETR 152.001, ETR 153.001 ed ETR 154.001.
Con l'applicazione della marcatura unificata a 12 cifre la classificazione ETR 150 è stata mutata in ETR 524.